# Beilschmiedia elegantissima
Beilschmiedia elegantissima är en lagerväxtart som beskrevs av André Joseph Guillaume Henri Kostermans. Beilschmiedia elegantissima ingår i släktet Beilschmiedia och familjen lagerväxter. Inga underarter finns listade i Catalogue of Life.